# Donna Anderson
Pour les articles homonymes, voir Anderson.

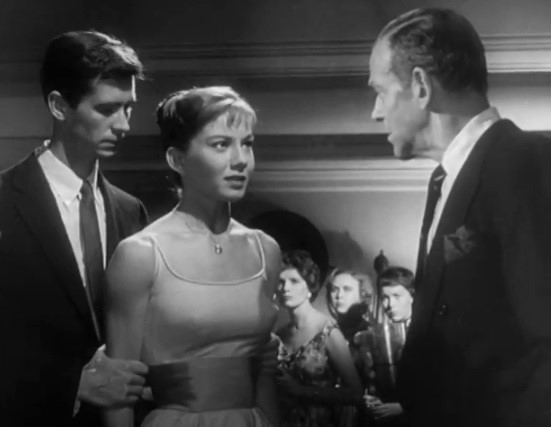
Anthony Perkins, Donna Anderson et Fred Astaire dans Le Dernier Rivage (1959) de Stanley Kramer.

Donna Anderson, née le 5 septembre 1939, à Gunnison (Colorado), est une actrice américaine, parfois créditée Donna Anderson Marshall ou Donna Marshall.

## Biographie
Donna Anderson fait ses débuts d'actrice avec deux films réalisés par Stanley Kramer : Le Dernier Rivage (1959) avec Gregory Peck, Ava Gardner, Fred Astaire et Anthony Perkins, puis Procès de singe (1960) avec Spencer Tracy, Fredric March et  Gene Kelly. Sa carrière sur grand écran s'achève en 1973 avec Deadhead Miles (en) de Vernon Zimmerman, l'actrice y jouant aux côtés d'Alan Arkin, Paul Benedict et Richard Kiel.
À la télévision, sa carrière est plus prolifique, avec un rôle récurrent dans Les Voyages de Jaimie McPheeters, une série western diffusée de  1963 à 1964 mettant en scène un Kurt Russell de douze ans secondé de Charles Bronson. Suivront des apparitions entre autres dans Gunsmoke (1964), Ben Casey (1965), L'Homme de fer (1968), La Petite Maison dans la prairie (1975) ou L'Incroyable Hulk (1981). Ses deux derniers rôles sont pour L'Agence tous risques et  Arabesque en 1984.
En 2013, Donna Anderson participe à Fallout, un documentaire du réalisateur australien Lawrence Johnston sur Le Dernier Rivage et le roman dont le film est adapté. En 2020, elle apparaît dans le documentaire Anthony Perkins, l'homme derrière la porte de l'historien du cinéma Christophe Champclaux.

## Filmographie partielle

### Cinéma
- 1959 : Le Dernier Rivage (On the Beach) de Stanley Kramer : Mary Holmes
- 1960 : Procès de singe (Inherit the Wind) de Stanley Kramer : Rachel Brown
- 1973 : Deadhead Miles de Vernon Zimmerman : une serveuse

### Télévision
(séries)
- 1963-1964 : Les Voyages de Jaimie McPheeters (The Travels of Jaimie McPheeters), saison unique, 13 épisodes : Jenny
- 1964 : Gunsmoke ou Police des plaines (Gunsmoke ou Marshal Dillon), saison 9, épisode 35 The Other Half d'Andrew V. McLaglen : Nancy
- 1965 : Ben Casey, saison 4, épisode 24 Eulogy in Four Flatsde Vince Edwards : Ellen Flower
- 1975 : La Petite Maison dans la prairie (Little House on the Prairie), saison 2, épisode 3 Le Banquier (Ebenezer Sprague) de Victor French : une villageoise
- 1981 : L'Incroyable Hulk (The Incredible Hulk), saison 4, épisode 8 Sans rancune, Eddie Cain (Goodbye Eddie Cain) de Jack Colvin : Norma Crespi Lang
- 1984 : L'Agence tous risques (The A-Team), saison 3, épisode 4 Au feu ! (Fire) de Tony Mordente : Alma
- 1984 : Arabesque (Murder, She Wrote), saison 1, épisode 5 Quelle vie de chien (It's a Dog Life) de Seymour Robbie : Mlle Sampson